# موتور عشايري حسن اميري (اسماعيلي كرمان)
موتور عشایري حسن امیري (بالإنجليزية: Mowtowr-e Ashayiri Hasan Amiri)‏ هي منطقة سكنية تقع في إيران في كرمان. يقدر عدد سكانها بـ 169 نسمة .